# 徐琰 (作家)
徐琰（？—1301年），字子方，号容斋，又号养斋、汶叟，男，东平府（今属山东省东平）人，元朝政治人物、元曲作家。时与阎复、李谦、孟祺，号称“东平四杰”，就学于东平府学。著有双调《沉醉东风》，《蟾宮曲》等；另著有《爱兰轩诗集》及《泰山萃美亭记》，被后人称为“词林英杰”。1298年任翰林学士，此前曾任岭北湖南道提刑按察使、南台中丞、江淮行省平章政事、杭州西湖书院主持等。